# Compsomelissa kraussi
Compsomelissa kraussi är en biart som först beskrevs av Michener 1977.  Compsomelissa kraussi ingår i släktet Compsomelissa och familjen långtungebin. Inga underarter finns listade i Catalogue of Life.